# Ascención de Guarayos
Ascención de Guarayos − miasto w Boliwii, w departamencie Santa Cruz, w prowincji Guarayos.